# Порозовое
Порозовое (укр. Порозове) — село в Корнинской сельской общине Ровненского района Ровненской области Украины.
Население по данным 2018 года составляло 311 человек. Почтовый индекс — 35351. Телефонный код — 362. Код КОАТУУ — 5624688902.